# 向永功
向永功（琉球語：／  ?；1818年—1862年8月14日）和名牧志親雲上朝忠（琉球語：／ ），琉球第二尚氏王朝末期士族。他是尚清王第八子尚洪德（讀谷山王子朝苗）的後代，他先後領有板良敷、大灣、牧志的地頭，因此先後被稱作板良敷里之子朝忠、大灣親雲上朝忠、牧志親雲上朝忠。
牧志朝忠早年曾入琉球王府的國學學習，後跟隨進貢使至清朝，學會了北京官話。歸國後，又隨同東順法（與世山親方政輔，又名安仁屋政輔）學習英語。此後，牧志朝忠能夠熟練地使用漢語、英語、法語與人交流，因而得到了薩摩藩藩主島津齊彬的賞識，被任命為琉球王國的異國通事（外交翻譯官）。1853年至1854年期間，美國馬休·佩里艦隊至琉球停泊，牧志朝忠以異國通事身份參加了與美國的談判，陞任表十五人日帳主取一職。
1857年，牧志朝忠秘密接受島津齊彬的命令，替薩摩藩從法國購買軍艦。1859年，島津齊彬突然死亡後，牧志朝忠遭到政敵的打擊，被免職投獄。經尚健審判，牧志朝忠被定為有罪，處以流放久米島10年的刑罰，並貶為庶民，被禁止使用唐名，改稱罪人牧志。
1862年，牧志朝忠被薩摩藩士保釋，乘船前往薩摩藩鹿兒島避難。途經伊平屋島時，牧志朝忠投水自殺。

## 腳註
1. ↑  《球陽·附卷四》[永久]
2. ↑  .   [2009-08-05]. （原始内容存档于2009-07-21）.

## 相關文獻
- 《琉球三冤錄》，喜舍場朝賢（即向廷翼）著
- 琉球新報（页面存档备份，存于）
- 牧志朝忠 朝日日本歷史人物事典（页面存档备份，存于）
- 牧志朝忠 Yahoo!百科事典[永久]